# Zelandomyia watti
Zelandomyia watti is een tweevleugelige uit de familie steltmuggen (Limoniidae). De soort komt voor in het Australaziatisch gebied.